# Hugh Palliser
Sir Hugh Palliser, 1. baronet (anglicky Sir Hugh Palliser, 1st Baronet Palliser of The Vache) (26. února 1723 Kirk Deighton, Anglie – 19. března 1796 Chalfont St Giles, Anglie) byl britský admirál. U Royal Navy sloužil od dětství a již ve třiadvaceti letech byl kapitánem. Zúčastnil se několika válečných konfliktů především s Francií. V dobách míru se uplatnil i v politice, byl poslancem Dolní sněmovny a v letech 1775–1779 zastával funkci prvního námořního lorda. Za zásluhy byl v roce 1773 povýšen do šlechtického stavu a v roce 1787 dosáhl hodnosti admirála. Proslul mimo jiné jako patron Jamese Cooka a podporoval jeho zeměpisné výpravy, Cook po Palliserovi pojmenoval několik nově objevených lokalit v Tichomoří.

## Životopis

Admirál Sir Hugh Palliser (1796)

Pocházel z rodiny, která vlastnila menší statky v hrabství Yorkshire a v Irsku, narodil se jako jediný syn armádního důstojníka Hugha Pallisera (1663–1723). U námořnictva sloužil od roku 1735, začínal pod velením svého strýce kapitána Nicholase Robinsona. V roce 1741 byl povýšen na poručíka, zúčastnil se války o rakouské dědictví, bojoval mimo jiné v bitvě u Toulonu (1744) a již v roce 1746 dosáhl hodnosti kapitána. V roce 1747 byl vážně zraněn při výbuchu munice na lodi HMS Sutherland a s následky se potýkal celý život (měl chromou levou nohu). Po uzdravení se v prosinci 1748 vrátil do aktivní služby a odplul do Indie se zprávou o konci válek o rakouské dědictví (Cášský mír). Poté sloužil pod admirálem Boscawenem. Ještě před začátkem sedmileté války byl pověřen přepravou vojáků do severní Ameriky. K tomuto úkolu v roce 1755 použil vzdálenější trasu podél obratníku Raka, tato cesta byla delší, ale z hlediska počasí bezpečnější a za to si vysloužil pochvalné uznání nadřízených.
Na začátku sedmileté války se proslavil úspěšným střetem s francouzskou lodí Duc d'Aquitain u ostrova Ouessant. Poté převzal velení lodi HMS Shrewsbury se 74 děly a připojil se k lamanšskému loďstvu admirála Ansona (Channel Fleet). Poblíž Brestu se mu podařilo zajmout několik francouzských lodí, v roce 1759 se znovu plavil do severní Ameriky a zúčastnil se dobytí Québecu. Zde se jako kartograf a navigátor prosadil později slavný objevitel James Cook, který byl Palliserovým podřízeným a později chráněncem. V letech 1760–1762 operoval Palliser ve Středozemním moři, kde znovu bojoval proti Francouzům.
V roce 1762 byl opět vyslán do severní Ameriky a v letech 1764–1768 zastával funkci guvernéra a vrchního velitele v Newfoundlandu. Mezitím skončila sedmiletá válka a Palliser se snažil prosadit ujednání Pařížského míru, který Francouzi v Kanadě nerespektovali především v otázce rybolovu. V Kanadě se pod Palliserovým patronátem znovu uplatnil James Cook, který prozkoumal oblast Newfoundlandu a vypracoval první kvalitní mapové zpracování severní Kanady. Po návratu do Anglie obdržel Palliser hodnost komodora (1769) a v letech 1770–1775 zastával funkci finančního inspektora námořnictva (Comptroller of the Navy). V roce 1773 byl povýšen na baroneta s nárokem na šlechtický titul Sir a v roce 1775 byl zvolen poslancem Dolní sněmovny za město Scarborough. V parlamentu podporoval vládu lorda Northa a v letech 1775–1779 zastával funkci prvního námořního lorda. V tomto úřadu mimo jiné inicioval legislativní změny v otázce rybolovu v Kanadě (zákon zvaný Palliser's Act). V roce 1775 byl povýšen do hodnosti kontradmirála a v roce 1776 získal také čestnou hodnost generálporučíka námořní pěchoty (Royal Marines).

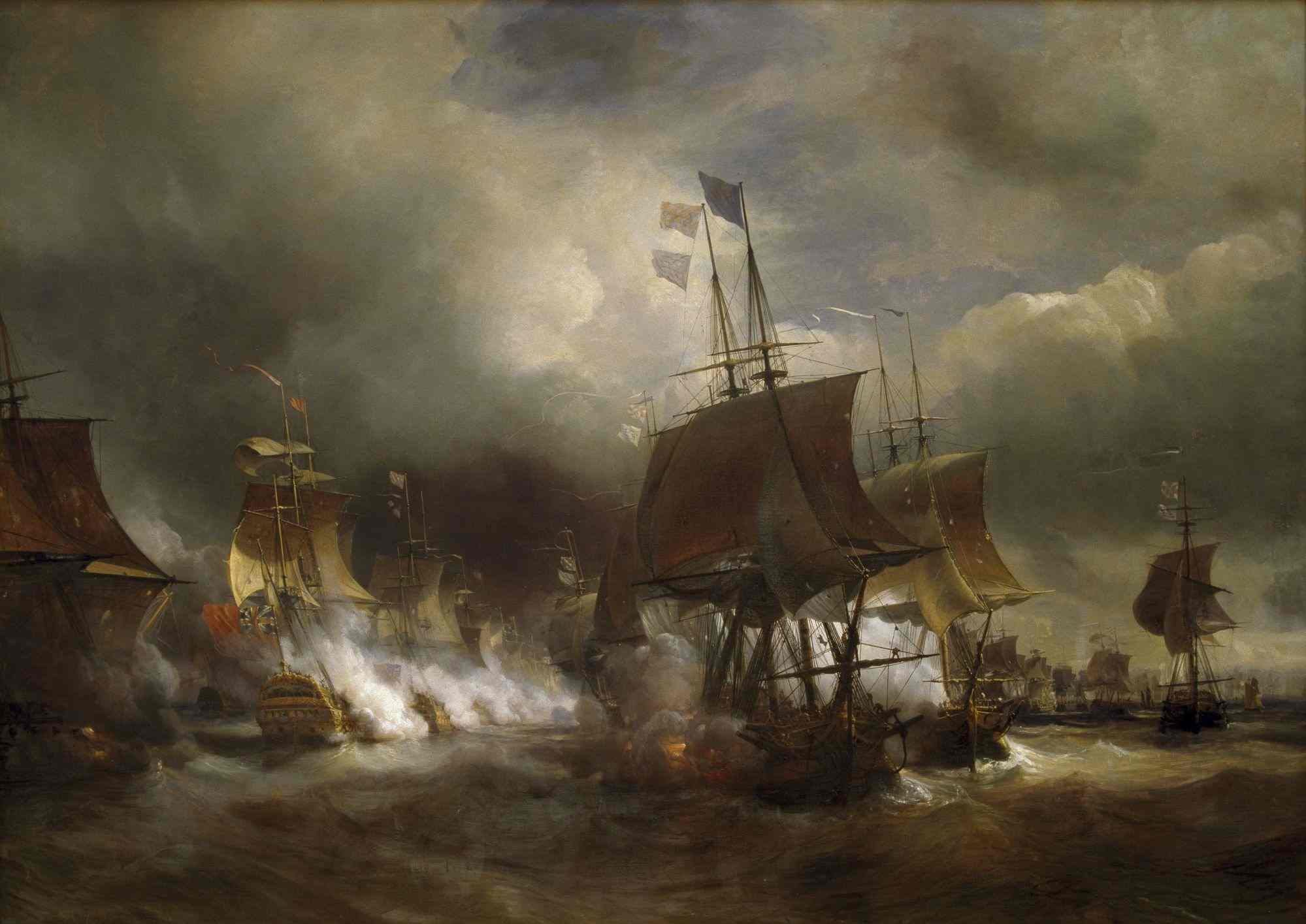
Bitva u ostrova Ouessant (1778)

Během války proti americkým kolonistům se znovu zapojil do aktivní služby na moři a v roce 1778 byl povýšen na viceadmirála. S admirálem Keppelem bojoval proti Francouzům v bitvě u ostrova Ouessant (1778), která skončila nerozhodně. Keppel s Palliserem se vzájemně obviňovali z neschopnosti a neplnění rozkazů, oba nakonec skončili před válečným soudem. Byli sice osvobozeni, pro Keppela měl však soud menší dopad vzhledem k jeho vysokému postavení u dvora, zatímco Palliser musel odstoupit z funkce prvního námořního lorda a rezignoval i na poslanecký mandát v parlamentu. V roce 1780 byl jmenován do podružné čestné funkce guvernéra špitálu v Greenwichi. Ve volbách téhož roku byl znovu zvolen do Dolní sněmovny a v letech 1780–1784 byl poslancem za Huntingdon. Již mimo aktivní službu byl v roce 1787 povýšen do hodnosti admirála.
Jeho majetkem bylo venkovské sídlo The Vache v hrabství Buckinghamshire, kde v zámeckém parku nechal postavit pomník Jamesi Cookovi. Zemřel bez legitimního potomstva a svou závětí mimo jiné věnoval finance na zřízení školy ve svém rodišti Kirk Deighton. Panství The Vache zdědil jeho nemanželský syn George Thomas (1759–1829), který v roce 1796 přijal příjmení Palliser. Nemohl ale zdědit šlechtický titul baroneta, který přešel na Hughova prasynovce Hugha Walterse (1768–1813), ten taktéž v roce 1798 přijal jméno Palliser.
Kapitán James Cook během svých zeměpisných výprav pojmenoval po svém patronovi několik nově objevených lokalit, například záliv Palliser Bay nebo mys Palliser Cap na Novém Zélandu, dále pak souostroví Palliser Islands poblíž Tahiti.